# Escadron de chasse 1/30 Alsace
Ne doit pas être confondu avec Groupe de chasse Alsace.
L'escadron de chasse 1/30 Alsace est une ancienne unité de combat de l'Armée de l'air française. Lors de sa dissolution, elle était équipée de chasseurs Mirage F1CT et Mirage F1B, et stationnée sur la BA 132 de Colmar-Meyenheim.
Ses avions portaient des codes entre 30-SA et 30-SZ.

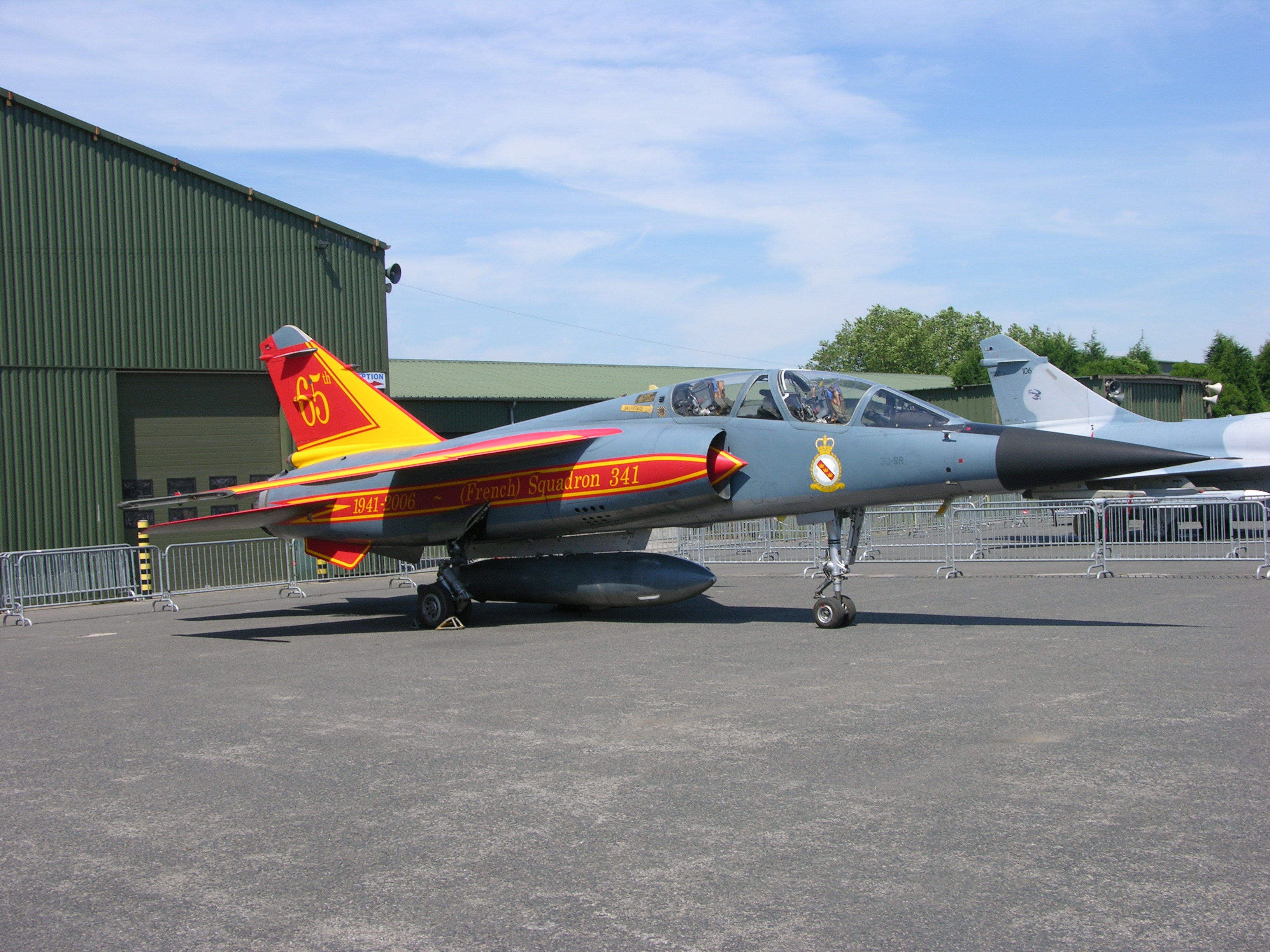
Mirage F1B du 1/30 Alsace porteur d'une décoration spéciale pour les 65 ans de l'escadron.

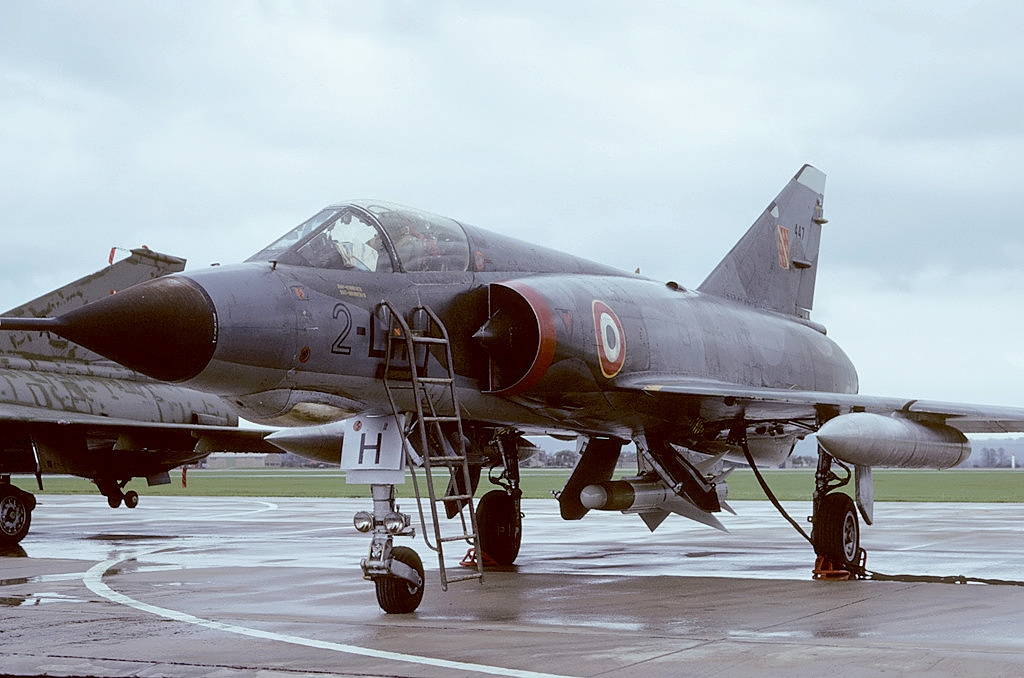
Un Mirage IIIE de l'EC 3/2 Alsace équipé d'un Matra R530 en 1974.

## Origines
L'escadron est issu du groupe de chasse Alsace des FAFL, constitué en 1943 par le commandant René Mouchotte, lui-même issu de l'escadrille française de chasse n°1. Rattaché à la 2e escadre de chasse, il reçoit la désignation d'Escadron de chasse 2/2 Alsace le 1er octobre 1949, puis est renuméroté EC 3/2 un an plus tard, le 19 octobre 1950. À cette époque, l'unité est équipée de De Havilland Vampire et stationnée à base aérienne 102 Dijon-Longvic.

### À Dijon
L'EC 3/2 Alsace est transformé sur Dassault Ouragan en 1953 puis sur Dassault Mystère IVA en 1956. Il est aussitôt engagé lors de la crise du canal de Suez puis, jusqu'en 1962, ses pilotes participent à la guerre d'Algérie dans les unités d'appuis équipées de North American T-6 Texan. Entre-temps, l'escadron a reçu de nouveaux avions : des Mirage IIIC, qui seront remplacés par des Mirage IIIE en 1968. À partir de mi-1985, l'EC 3/2 Alsace commence sa transformation sur Mirage 2000C, sur lequel il sera déclaré opérationnel en mars 1986.

### À Colmar
Des grands changements ont lieu en octobre 1993 : l'escadron passe sur Mirage F1CT, déménage pour la base de base aérienne 132 Colmar-Meyenheim et est redésigné Escadron de chasse 3/13 Alsace. Il est alors engagé en Bosnie-Herzégovine (opération Crécerelle) de février 1993 à août 1995 et au Rwanda (opération Turquoise) au printemps 1994.
Le 24 mai 1995 est créé la 3ème escadrille « Colmar « au sein de de l’escadron de chasse 3/13 Alsace. Cette escadrille a été commandée à partir de 1999 par le Capitaine Fabien MANDON.
Le 18 juin 1996 est remis la fourragère aux couleurs de l’ordre de la Libération à l'escadron 1/30 Alsace des mains du président de la République Jacques Chirac.
Ayant pris la désignation d'escadron de chasse 1/30 Alsace en 1995, l'unité a finalement été mise en sommeil le 27 juin 2008, sa désignation étant alors ré-attribuée à l'escadron de chasse 1/30 Normandie-Niemen (auparavant désigné EC 2/30).
En 2004, à titre exceptionnel et dérogatoire, l'escadron s'était vu attribuer un drapeau, avec Groupe Alsace pour inscription à l'avers et la croix de la Légion d'honneur (reçue le 11 novembre 1945) épinglée sur la cravate.

## Appellations successives
- Groupe de chasse Alsace (1er septembre 1941 au 21 janvier 1943)
- Squadron 341 Alsace (21 janvier 1943 au 8 novembre 1945)
- Groupe de chasse II/2 Alsace (8 novembre 1945 au 1er octobre 1949)
- Escadron de chasse 2/2 Alsace (1er octobre 1949 au 1er mai 1951)
- Escadron de chasse 3/2 Alsace (1er mai 1951 au 1er août 1993)
- Escadron de chasse 3/13 Alsace (1er août 1993 au 23 juin 1995)
- Escadron de chasse 1/30 Alsace (23 juin 1995 au 27 juin 2008)

## Affectations successives
- 2e escadre de chasse (8 novembre 1945 au 1er août 1993)
- 13e escadre de chasse (1er août 1993 au 23 juin 1995)

## Escadrilles
- Strasbourg
- Mulhouse
- Colmar (à partir du 24 mai 1995)[4]

## Bases
- Friedrichshafen
- Base aérienne 102 Dijon-Longvic (1949-1993)
- Base aérienne 132 Colmar-Meyenheim (1993-2008)

## Appareils
- De Havilland Vampire (1949-1953)
- Dassault Ouragan (1953-1956)
- Dassault Mystère IV A (1956-1961)
- Dassault Mirage III C (1961-1968)
- Dassault Mirage III E (1968-1985)

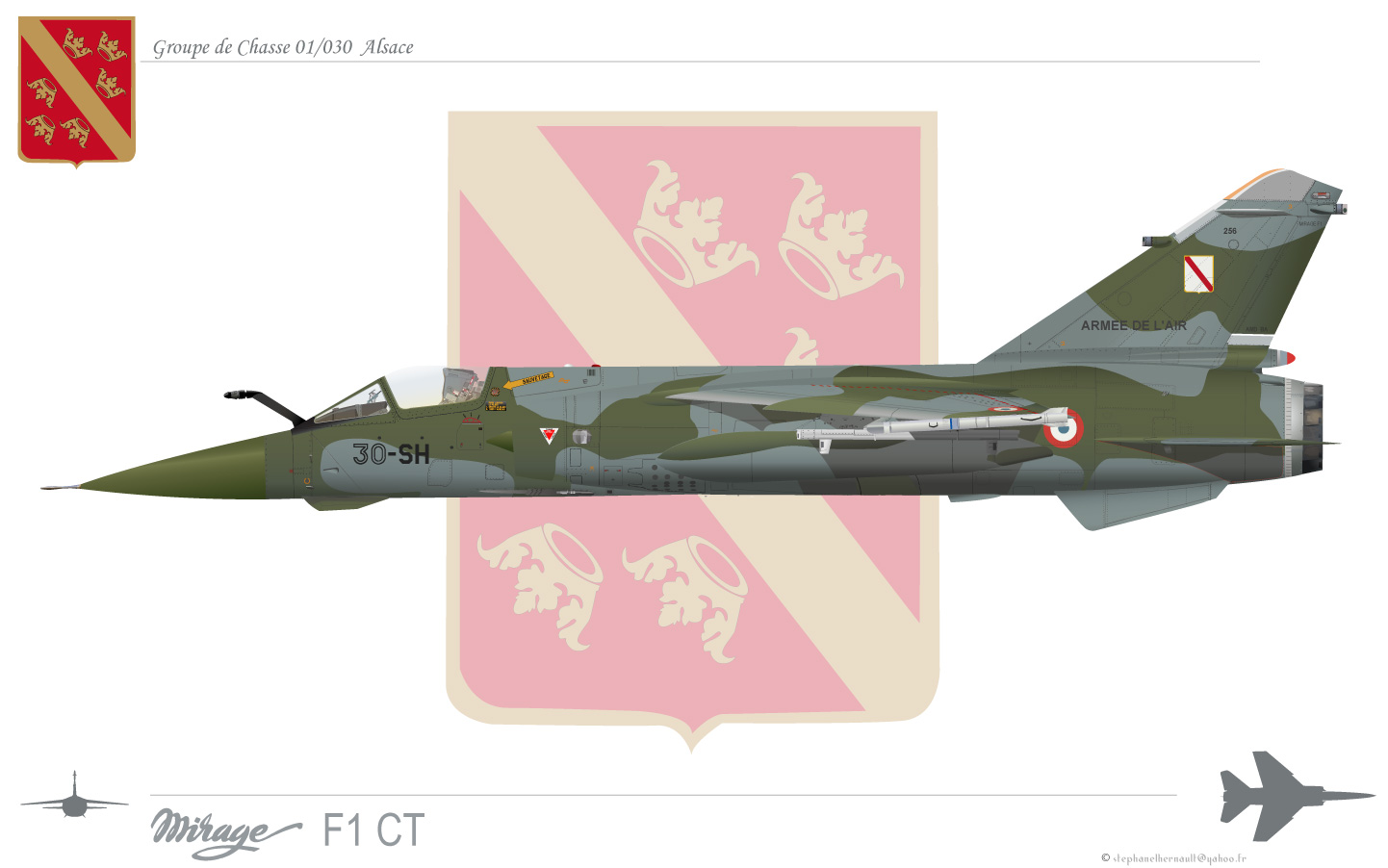
Mirage F1CT du « groupe de chasse 01/030 Alsace ».

- Dassault Mirage 2000 B/C (1985-1993)
- Dassault Mirage F1 CT (1993-2008)
- Dassault Mirage F1 B (2005-2008)

## Décorations
- Fourragère aux couleurs de la croix de l’ordre de la Libération (depuis le 18 juin 1996).

## Sources
- L'EC 1/30 Alsace sur le site officiel de l'Armée de l'Air
- Historique du 1/30 Alsace sur le site perso de Yves Fauconnier